# Movimento (lingua dei segni italiana)
Con il termine movimento si intende il moto che compiono le mani per eseguire un segno in una lingua dei segni italiana. Sul piano semantico i movimenti possono essere:
- Descrittivi (delineano la forma dell'oggetto);
- Predicativi (sono collegati alla maniera e/o all'azione compiuta realmente);
- Arbitrari (non c'è nessun collegamento tra il movimento e il significato di un segno).

Nel 1960 il linguista Stokoe, prendendo in esame e analizzando la lingua dei segni americana, aveva ipotizzato l'esistenza di 24 movimenti base per la formazione dei segni.. Successivamente nel 1977 lo studioso Friedman ha ripartito tutti i tratti del movimento individuati da Stokoe in quattro categorie e tale suddivisione è stata poi riproposta anche per la lingua dei segni italiana da Elena Radutzky.
Le quattro categorie sono:
- Direzione;
- Maniera;
- Contatto;
- Interazione.

## Direzione
La direzione descrive dove avviene lo spostamento delle mani, ossia la loro traiettoria, considerando i tre piani dello spazio:
1. Piano orizzontale (asse parallelo alla terra);
2. Piano verticale (asse perpendicolare alla terra);
3. Piano frontale (asse parallelo alla fronte del segnante).

Il movimento può quindi essere direzionato:
- Verso l'alto (es.lento, inizio);
- Verso il basso (es. scendere, decidere);
- Continuo su e giù (es. automobile, telegramma);
- Verso destra (es. estate, russo);
- Verso sinistra (es. zio, capire);
- Continuo a destra e a sinistra (es. sbaglio, bambino);
- Verso il segnante (es. costretto, privato);
- Verso l'avanti (es. simmetria, andare);
- Continuo avanti e indietro (es. nudo, sapone).

## Maniera
La maniera descrive in che modo si muovono le mani. Si passa poi a distinguere tra macromovimenti e micromovimenti. I primi riguardano sia i movimenti del braccio che partono dalle spalle lasciando che il gomito si muovi liberamente nello spazio, sia quelli compiuti dall'avambraccio dove però il gomito rimane fermo in un punto preciso. Invece i secondi comprendono tutti quei movimenti della mano che partono dal polso e che non comportano nessuno spostamento del gomito e dell'avambraccio.
In LIS abbiamo tre macromovimenti:
1. Movimento dritto:  la mano traccia una linea retta congiungendo due punti distanti tra loro. Questo movimento è implicito nei segni di direzione. Va comunque evidenziato il fatto che molti movimenti dritti sono in realtà leggermente arcuati come si può constatare nei segni andare, consegnare, arrivare.
2. Movimento circolare: la mano traccia una linea arcuata o ellittica come ad esempio nei segni nascere, uscire, scambio.
3. Movimento con braccio e avambraccio prominenti: lo spostamento delle mani implica anche un reale movimento del braccio e del gomito, visibile nei segni come ascensore, ginnastica.

Per quanto riguarda i micromovimenti Elena Radutzky ne ha individuati 14:
- Torsione: che può essere sia dei polsi, sia degli avambracci (es. cinema, mattina);
- Piegamento del polso: è percepibile nei segni moto, annuire (quando si usa la mano come classificatore della testa);
- Piegamento delle nocche: si allude al piegamento delle giunture più interne mentre le altre dita sono mantenute estese; in questo modo si crea un angolo retto fra le dita ed il palmo della mano (es. pesce, colore);
- Piegamento delle giunture inter carpali: si verifica una parziale chiusura della mano, visibile nei segni quali scuro, cinquecento;
- Apertura della mano e/o delle dita: le dita da una posizione di chiusura passano ad un'altra di apertura come in buono, doccia;

N.B. In alcuni segni troviamo il piegamento delle giunture inter carpali e l'apertura della mano combinati (es. Rinascimento, ambulanza).
- Chiusura della mano e/o delle dita: indica la chiusura totale della mano o delle dita come in parlare, capire;
- Andamento ondulatorio o di tamburellamento: denota l'atto di battere con un movimento fitto e continuo come si può notare nei segni delicato, pianoforte;

N.B. Sono presenti segni in cui si può notare una combinazione dei tratti di apertura e di andamento ondulatorio (es. numero).
- Sbriciolamento: quest'azione implica un leggero e delicato sfioramento delle dita tra loro come in sparire, qualità;
- Movimento neutro: riguarda i segni che nella forma citazionale non sembrano avere un movimento ma solamente una posizione. Oggi vi sono pochissimi segni che rimangono privi di movimento tra cui ente e albergo;
- Movimento ripetuto: indica un'iterazione del segno che può avvenire sia con il contatto con il corpo (es. mamma, scusa) sia senza alcun contatto (es. tè, domandare);

N.B. Alcuni segni presentano vengono ripetuti più di una volta dando l'idea che siano movimenti continuati (es. bicicletta, cancellare).
- Movimento lento:  interessa quei segni che vogliono esprimere intrinsecamente il concetto di lentezza. Infatti lo ritroviamo in segni come lumaca, piano;
- Movimento teso e frenato: questi segni sono realizzati con evidente tensione muscolare ed enfasi. Degli esempi chiarificatori possono essere i segni  furioso, all'improvviso;
- Movimento delicato: in questi segni il movimento mette in risalto la delicatezza (es. sensibile, purezza);
- Movimento esteso:  un segno è contraddistinto da questo movimento quando si propaga oltre lo spazio utilizzato normalmente. Si definisce questo movimento allungato e contraddistingue molti segni che esprimono la lontananza (es. ultimo); invece, quando il movimento è più ampio del normale, lo si chiama grande (es. grasso).

Facendo un confronto tra segnanti anziani e segnanti giovani si è riscontrato che i segni subiscono un'evoluzione ed un cambiamento nel corso del tempo e soprattutto si è notato che, per ragioni di economia linguistica, i movimenti che prima partivano dall'avambraccio e che costituivano i macromovimenti, progressivamente sono passati al polso diventando micromovimenti. Un esempio è dato dal vecchio segno per indicare la città di Padova, dove le braccia e le mani erano impegnate nell'azione di mettere e togliere il cappuccio (simbolo dei monaci), mentre il nuovo segno è realizzato davanti al segnante con il solo movimento dei polsi.

## Contatto
Durante la produzione di un segno un aspetto importante da considerare è il contatto tra la mano ed il corpo che può avvenire all'inizio, durante l'esecuzione o alla fine di essa. Inoltre il contatto può essere singolo, ripetuto nella stessa parte del corpo o ma cambiando la zona del corpo.
- Contatto iniziale: interessa quei segni che prima della loro esecuzione prevedono un contatto diretto con il corpo (es. amare, dire);
- Contatto finale: i segni vengono eseguiti nello spazio neutro ma finiscono ad entrare in contatto con una parte del corpo (es. responsabilità, colpevole);
- Contatto lungo tutta l'esecuzione: i segni mantengono il contatto con il corpo dall'inizio alla fine (es. povero, soddisfazione);
- Contatto ripetuto: durante la realizzazione dei segni, la mano tocca il corpo nel medesimo punto da due a più volte (es. prete, ricco);
- Contatto per sfioramento: i segni prevedono che durante l'esecuzione la mano sfiori delicatamente una parte del corpo (es. falso, difficile);
- Contatto spostato: è simile al contatto ripetuto ma le mani, anziché toccare la stessa parte del corpo, toccano parti diverse dello stesso (es. pazienza, soldato).

## Interazione
Nei segni eseguiti a due mani, può aver luogo un'interazione tra le stesse. Gli studiosi hanno individuato sei tipi diversi:
1. Accostamento: si verifica quando le mani si accostano l'una all'altra e possono arrivare ad avere un contatto (es. unione), o a rimanere divise (es. freddo);
2. Divisione: le mani inizialmente sono in contatto o molto vicine tra loro, ma poi si separano e allontanano (es. frase, filo);
3. Andamento alternato o scambio: avviene quando le mani si inter scambiano di luogo (es. diventare, sport); in segni come bilancia e gemelli l'interscambio è continuo.
4. Incrocio: le mani all'inizio del segno sono separate ma si incrociano durante la sua esecuzione (es. contrario);
5. Intreccio o presa: durante la produzione del segno, le mani si intrecciano (es. ragionare, guerra) o si afferrano (es. associazione). In alcuni segni l'intreccio o la presa non avvengono in seguito ad un movimento, bensì possono essere posizioni iniziali di un segno (es. chiaro, arresto);
6. Inserimento: si verifica quando una parte o l'intera mano dominante si inserisce in quella non dominante (es. benzina, buco).

N.B. Nei segni a due mani in cui la mano non dominante fa da luogo alla mano dominante (es. tassa, lavoro), il movimento riguarda solo la mano dominante.